# Ingo Resch
Ingo Resch (* 24. Dezember 1939 in Gräfelfing; † 23. April 2020 ebenda) war ein deutscher Betriebswirt, Verleger, Schulgründer und Buchautor.

## Leben und Wirken
Ingo Resch studierte Betriebs- und Volkswirtschaft. 1966 promovierte er an der Hochschule für Welthandel Wien mit seiner Dissertation zum Thema Das volkswirtschaftliche Ordnungsproblem vom Standpunkt der Marktpreisbildung, dargestellt am Beispiel der Elektrizitätswirtschaft.
1973 übernahm er den 1955 von seinem Vater gegründeten Resch-Verlag für Fachzeitschriften auf dem Gebiet der Energie- und Betriebstechnik. 1991 gründete er einen Spezialverlag für Arbeitssicherheit und erweiterte 1993 das Verlagsspektrum um die Buchreihe „Politik, Recht, Wirtschaft und Gesellschaft“ als zunächst mit der Frankfurter Allgemeinen Zeitung zusammen gestarteten Edition. Den bisherigen Verlag mit Fachtiteln wie die Automation, verkaufte er an den Coburger Media Mail Verlag, eine Tochter der WEKA Holding. Ab 1995 wurden zudem Sachbücher über Geschichte und Religion aus Sicht eines christlichen Welt- und Menschenbildes herausgegeben. Zusammen mit seiner Frau Solvey verfasste er 2014 das Werk „Biblische Geschichte in Bilder und Reimen“, nachdem ihm der Wunsch herangetragen wurde, Kindern beziehungsweise Jugendlichen biblische Geschichten in Reimform zu vermitteln. Die im Buch geschilderten Geschehnisse des Alten und Neuen Testaments wurden mit Bildern aus rund 900 Jahren Kunstgeschichte illustriert. Besonders eindrücklich sind die Darstellungen aus der St. Georg-Kirche in Mansfeld-Lutherstadt.
Resch war 1989 Mitbegründer und ehrenamtlicher Vorstand eines evangelischen Schulverbundes aus Grund-, Mittel- und Realschule sowie Gymnasium in München, den Lukas-Schulen, die zu den größten christlichen Schulen in Bayern zählen.
Auf der Suche, dem Ursprung der Welt und des Lebens in naturwissenschaftlicher Literatur auf die Spuren kommen, fand er im Alter von 40 Jahren zum christlichen Glauben. Ab Mitte der 1980er Jahre gehörte der Unternehmer zur Internationalen Vereinigung Christlicher Geschäftsleute (IVCG) in München, für die er deutschlandweit als Vortragsredner unterwegs war. Er war langjähriger Referent des Evangeliums-Rundfunks. Auch im christlichen Sender Radio München konnte man ihn über Bücher sprechen hören.
Er war Mitglied der Evangelisch-Lutherischen Waldkirche in Planegg-Stockdorf, verheiratet mit Sieglinde Strauch und Vater von zwei erwachsenen Töchtern.

## Auszeichnungen
- 2001: Bundesverdienstkreuz für sein berufliches und soziales Engagement

## Veröffentlichungen
- Preisbildung in der Elektrizitätswirtschaft (zugl. Dissertation, Hochschule für Welthandel Wien unter dem Titel: "Das volkswirtschaftliche Ordnungsproblem vom Standpunkt der Marktpreisbildung, dargestellt am Beispiel der Elektrizitätswirtschaft"), Resch-Verlag, Gräfelfing 1966.
- Auf welcher Grundlage steht unser Management-Denken, VCK, Bad Nauheim 1987.
- Islam und Christentum. Ein Vergleich, Resch-Verlag, Gräfelfing 2011, ISBN 978-3-935197-98-4.
- Wenn Jesus eine Schule gründet. Gedanken und Bilder zum 25-jährigen Bestehen der Lukas-Schule (als Hrsg.), Resch-Verlag, Gräfelfing 2014, ISBN 978-3-935197-69-4.
- mit Solvey Resch: Biblische Geschichte in Bildern und Reimen für Jung und Alt, Resch-Verlag, Gräfelfing 2014, ISBN 978-3-935197-70-0.
- Evolutionslehre und Bibel. Auswirkungen auf die Weltanschauung im Vergleich, Resch-Verlag, Gräfelfing 2017, ISBN 978-3-935197-83-0.